# Giorgio Alverà
Giorgio Alverà (Belluno, 7 de agosto de 1943-Cortina d'Ampezzo, 14 de enero de 2013) fue un deportista italiano que compitió en bobsleigh. Ganó una medalla de oro en el Campeonato Mundial de Bobsleigh de 1975, en la prueba doble.

## Palmarés internacional
| Campeonato Mundial | Campeonato Mundial | Campeonato Mundial | Campeonato Mundial |
| Año                | Lugar              | Medalla            | Prueba             |
| ------------------ | ------------------ | ------------------ | ------------------ |
| 1975               | Cervinia (Italia)  | Medalla de oro     | Doble              |